# Guénié-Kalary
Guénié-Kalary (escrita també com Guéniekalary) és una regió de Mali. Fins al 1893 fou part del regne de Ségou, situada al nord-est de Bamako i al sud-oest de Ségou (ciutat) a la part dreta del riu Níger. Estava formada per dues parts, el Guénié (situat més al sud-oest) i el Kalari o Kalary (al nord-est de l'anterior). Aquest Kalari era diferent de la regió del mateix nom al nord de Sansanding, la ciutat principal de la qual era Kolodougou. Al Guénié-Kalary la ciutat principal era (i és) Barouéli, al sud-oest (35 km) de Nango.
Durant la revolta de Sansanding i Ségou de 1892 el comandant Bonnier, d'acord amb el capità Briquelot, va considerar que calia actuar ràpid contra els peuls i va aixecar una companyia auxiliar de tiradors a Bamako creuant el Níger el 13 de maig reunint-se amb la companyia que Briquelot li va enviar des de Ségou formada per uns mil homes del rei Bodian. El 20 de maig va entrar a Boumouti que els peuls havien atacat sense èxit igual que havien estat rebutjats a Barouéli. la població estava deserta doncs els rebels ja s'havien retirat cap a Noumouka i Nonguela o Nonguella, al saber de la seva arribada; d'allí va recórrer el Guénié-Kalary, devastant tots els pobles poblets que trobava. Els poblats bambares es van sotmetre als francesos. El 28 de maig va trobar als peuls concentrats a Nonguella, els va derrotar i perseguir als que van poder fugir i després d'una marxa forçada de 65 km en 24 hores els va atrapar el 3 de juny a Ouo, a la riba del Baguié (o Boguié); en el combat Bonnier va matar un centenar de peuls i els va fer nombrosos presoners. La regió de Guénié-Kalary va quedar lliure de bandes dissidents armades. El territori fou agregat al cercle de Bamako el 1893.